# Lucie Ablawa Sessinou
Lucie Ablawa Sessinou est une femme politique béninoise et maire de la commune de Kétou, élue sur la liste du parti politique béninois Union progressiste au cours des élections municipales de 2020. En juillet 2018, elle est la présidente du réseau des femmes élues conseillères du Bénin. 

## Biographie
Parcours politique
Lucie Ablawa Sessinou est la première maire de la commune de Kétou en 2003 au cours de la première mandature de la décentralisation au Bénin lors des élections municipales de 2002, un poste qu’elle perd en 2008 aux élections municipales de 2008,,. Réélue maire de la commune de Kétou lors des élections municipales de 2020, elle est installée dans sa fonction le samedi 06 juin 2020 lors du vote présidé par le préfet du département du Plateau, Daniel Valère Setonnougbo,,,.

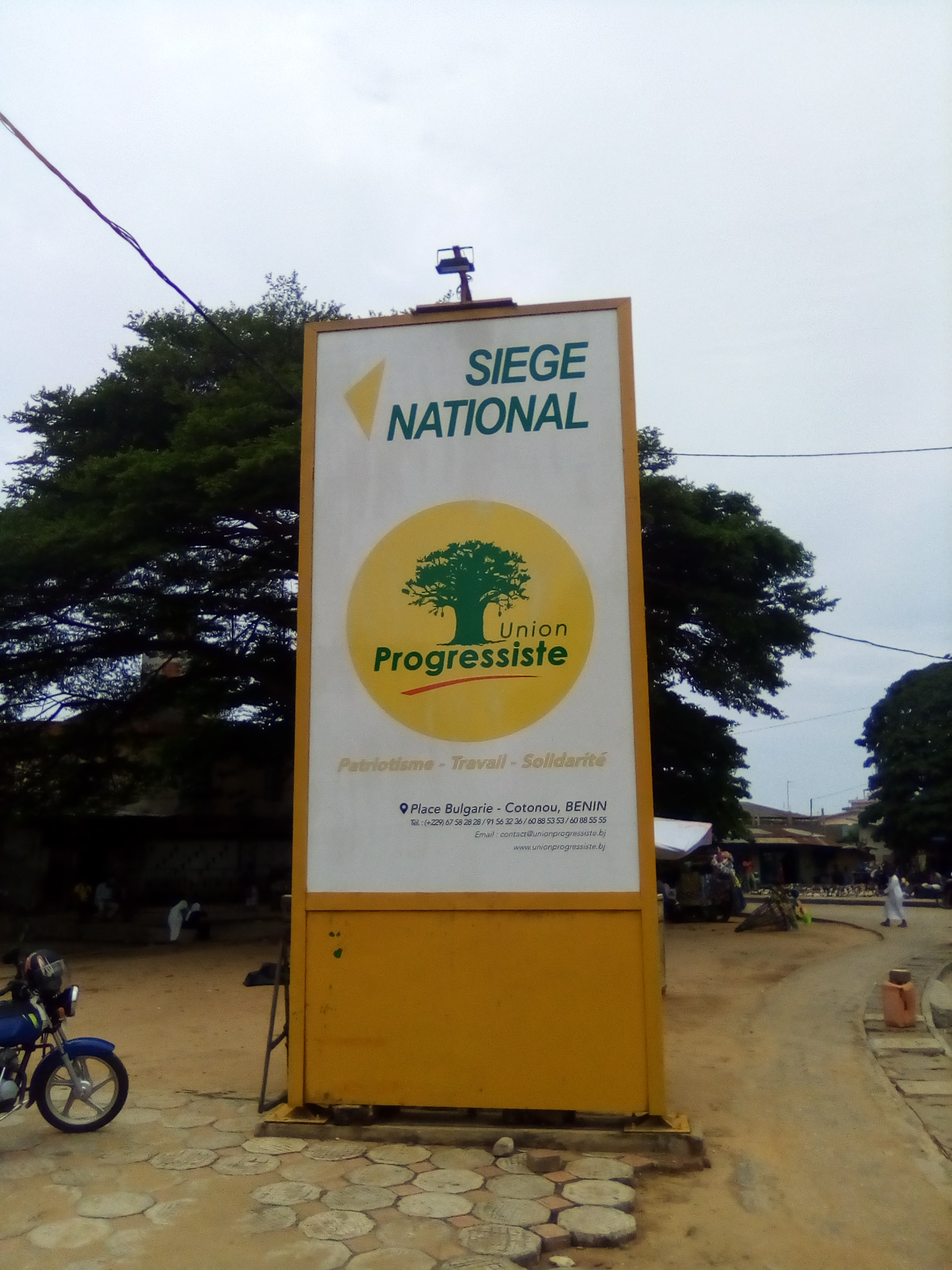
Panneau au siège national de l'union progressiste au Bénin

### Parcours professionnel
Enseignante reconvertie en entrepreneure, elle milite pour l'implication des femmes béninoises dans la gestion des affaires des villes et du Bénin. Elle fonde avec d'autres femmes conseillères, le réseau des femmes élues conseillères du Bénin dont elle est la présidente en juillet 2018,,,

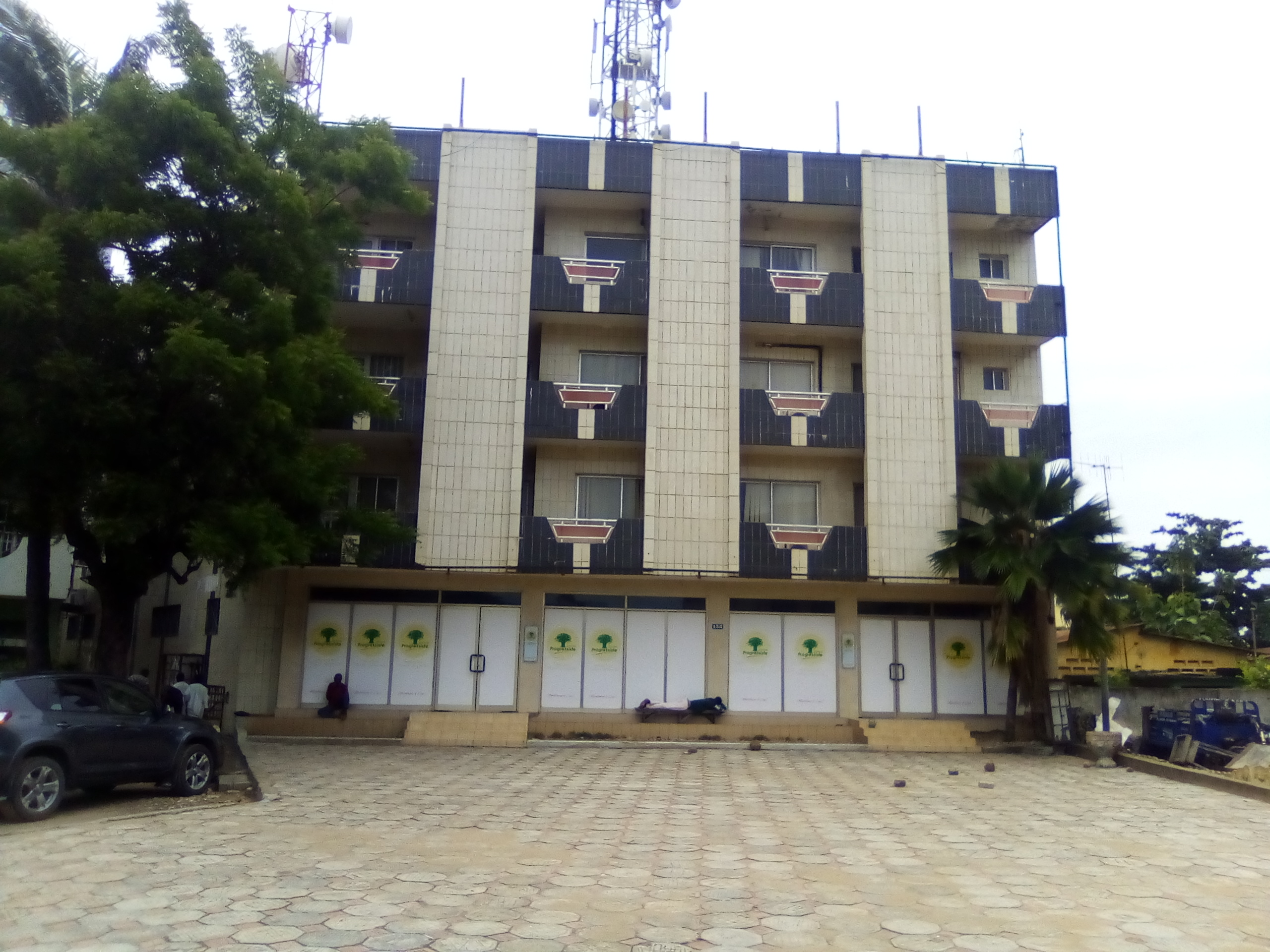
Siège national de l'union progressiste au Bénin